# غاري اولسن
غاري اولسن (بالإنجليزية: Gary Olsen)‏ هو ممثل بريطاني وأسترالي، ولد في 3 نوفمبر 1957 بلندن في المملكة المتحدة، وتوفي في 12 سبتمبر 2000 في أستراليا بسبب سرطان.

## وصلات خارجية
- غاري اولسن على موقع IMDb (الإنجليزية)
- غاري اولسن على موقع ألو سيني (الفرنسية)
- غاري اولسن على موقع أول موفي (الإنجليزية)
- غاري اولسن على موقع قاعدة بيانات الأفلام السويدية (السويدية)
- غاري اولسن على موقع قاعدة بيانات الفيلم (الإنجليزية)
- غاري اولسن على موقع كينوبويسك (الروسية)